# О Ин Сок
О Ин Сок  (кор. 오 은석, 2 квітня 1983) — південнокорейський фехтувальник, олімпійський чемпіон.

## Виступи на Олімпіадах
| Олімпіада   | Дисципліна      | Місце |
| ----------- | --------------- | ----- |
| Афіни 2004  | шабля, особисті | 23    |
| Пекін 2008  | шабля, особисті | 13    |
| Лондон 2012 | шабля, командні | 1     |